# 久保亮五記念賞
久保亮五記念賞（くぼりょうごきねんしょう）は、物理学者久保亮五の業績を記念し、1997年から2021年まで、井上科学振興財団が主宰していた賞である。物理学のうち統計物理学・物性科学おける波及効果の大きい基礎的研究で優れた業績をあげた、日本の45歳未満の研究者に対して与えられた。

## 歴代受賞者
- 1997年 第1回 田崎晴明 量子多体系の数理物理学的研究、特にハルデン・ギャップ問題、ハバード・モデルにおける強磁性の解明
- 1998年 第2回 樽茶清悟 低次元電子輸送における電子間相互作用の実験的研究
- 1999年 第3回 村上洋一 放射光X線を使った軌道秩序の検出法の開発
- 2000年 第4回 前野悦輝 新しい酸化物超伝導体の発見とその研究
- 2001年 第5回 國場敦夫 統計力学における可積分系の研究
- 2002年 第6回 川島直輝 クラスターアルゴリズムを用いた新しい量子モンテカルロ法の開発
- 2003年 第7回 押川正毅 量子多体系・スピン系の基礎的理論
- 2004年 第8回 堀田貴嗣 軌道秩序の理論
- 2005年 第9回 古澤明 量子エンタングルメントに関する実験的研究
- 2006年 第10回 多々良源 ナノスケール磁性体における磁気ダイナミックスと電子伝導機構の理論的研究
- 2007年 第11回 樺島祥介 統計力学的手法に基づく新しい情報通信理論の開拓
- 2008年 第12回 高橋義朗 超冷却イッテルビウム原子気体の実現
- 2009年 第13回 溝川貴司 遷移金属化合物のスピン・電荷・軌道秩序に関する理論・分光実験研究
- 2010年 第14回 羽田野直道 非エルミート量子力学の方法による非平衡量子現象の研究
- 2011年 第15回 永尾太郎 ランダム行列理論とその物理学への応用
- 2012年 第16回 小林研介 量子輸送現象におけるゆらぎの実験的研究
- 2013年 第17回 紺谷浩 強相関電子系における輸送現象と超伝導発現機構の理論的研究
- 2014年 第18回 笹本智弘 非平衡統計物理学の厳密解による研究
- 2015年 第19回 有田亮太郎 非経験的定量計算による超伝導体の理論研究
- 2016年 第20回 齊藤圭司 熱が関わる非平衡輸送現象における基礎的研究
- 2017年 第21回 川口由紀 内部自由度を持った冷却原子気体の理論研究
- 2018年 第22回 森貴司 量子系の非平衡時間発展における厳密な結果
- 2019年 第23回 越野幹人 2次元物質の先駆的理論研究及び新奇物性の開拓
- 2020年 第24回 江澤雅彦 トポロジカル物性物理学の理論的研究とトポロジカル・デバイスの提案
- 2021年 第25回 岡隆史 量子物質の非平衡制御の理論研究 / 沙川貴大 情報熱力学の研究